# 金寨回族乡
金寨回族乡，是中华人民共和国河南省郑州市荥阳市下辖的一个乡镇级行政单位。

## 行政区划
金寨回族乡下辖以下地区：
金寨村和北楚楼村。